# Werner Zimmermann

Werner Zimmermann (1917)

Werner Zimmermann (* 21. Juni 1893 in Lyss; † 29. August 1982 in Ringgenberg) war ein Schweizer Lebensreformer, Anhänger der Freiwirtschaftslehre Silvio Gesells, Naturist und Schriftsteller.

## Leben
Werner Zimmermann absolvierte von 1909 bis 1913 die Lehrerausbildung am Unterseminar in Hofwil und am Oberseminar in Bern. Ernst Schneider, der Direktor des Oberseminars, begeisterte ihn für die Reformpädagogik, die Psychoanalyse und die Freiwirtschaftslehre. Von 1913 bis 1919 unterrichtete er an der Oberschule in Lauterbrunnen. 1915 wurde er Mitglied des neu gegründeten Freiland-Freigeld-Bundes. Dessen Auffassungen lauteten zusammengefasst: „Freiwirtschaft durch Freiland und Freigeld.“
Von 1919 bis 1920 bereiste Zimmermann als Wanderarbeiter Nordamerika. 1923 ging er erneut in die USA, wo er versuchte, Edsel Ford und andere führende Persönlichkeiten für die Freiwirtschaftslehre zu gewinnen. 1929 war er in Mittelamerika und hielt Vorträge in den USA und Kanada. In British Columbia besuchte er die Duchoborzen. 1930 führte ihn eine Reise nach Hawaii, Japan, Peking, die Mongolei, Shanghai, Hongkong, die Philippinen, Java, Bali, Indien und Palästina. In Indien besuchte er die Erziehungsstätten von Rabindranath Tagore und Mahatma Gandhi. Im Zeichen asiatischer Einflüsse standen auch seine Bücher zur Karezza-Sexualpraktik.
1932 war er Mitbegründer der Siedlung Schatzacker in Bassersdorf bei Zürich. 1934 begründete er zusammen mit Paul Enz und Otto Studer den Wirtschaftsring (heute WIR Bank). Daneben half er beim Aufbau des FKK-Geländes „Die neue Zeit“ in Thielle am Neuenburgersee.
1945 wurde ihm der Dr. h. c. der Universität Toronto, 1953 der Prof. h. c. der Universität Tamagawa Tokio verliehen.

## Werke
Bei den meisten Schriften Zimmermanns handelt es sich um kleinere Hefte oder Broschüren. Von 1924 bis zu deren Verbot im Jahre 1937 gab er die Monatshefte Tao, später Tau heraus. Eine der Autorinnen war die Bio-Pionierin Mina Hofstetter.

### Originalausgaben
- Was ist Sozialismus? Im Sinne der Natürlichen Wirtschaftsordnung: Erlösung zur Freiheit, Eigengesetzlichkeit! 1919 (spätere, überarbeitete Auflage: Sozialismus in Freiheit).
- Der Kommunist. Ein ernstes Spiel aus heutigen Zeit. 1921.
- Weltvagant. Erlebnisse und Gedanken. Bergverlag, Bern 1921; Steigerverlag, Erfurt-Nord 1922.
- Lichtwärts. Ein Buch erlösender Erziehung. Bergverlag, Bern 1922.
- Die Befreiung der Frau aus wirtschaftlicher, körperlicher und seelischen Not 1922.
- Liebe. Von ihrem dreifachen Sinn. 1922.
- Autorität und Freiheit. Ein Vortrag. 1924.
- Auf Schweizer Flüssen. Führer für Wasser-Wanderer und Naturfreunde. Die neue Zeit, Jena 1925.
- An dich. Gabe an Gefangene. 1926
- Liebesklarheit. Eine Frucht aus Erlebnis, Erkenntnis und Tat. Die neue Zeit, Bern / Lauf bei Nürnberg 1927.
- Tropenheimat. Panama – Mexiko. Die neue Zeit / Zitzmann, Bern / Lauf bei Nürnberg / Leipzig 1930.
- Mahatma Gandhi. Sein Leben und sein Werk. Seine Lehre für uns alle. Vivos Voco, München 1931.
- Weltheimat. Erlebnisse in Kanada und Asien. Die neue Zeit / Zitzmann, Bern / Lauf bei Nürnberg / Leipzig 1937.
- Sei Meister deines Schicksals! Die neue Zeit / Zitzmann, Bern / Lauf bei Nürnberg / Leipzig 1937.
- Wir schaffen freies Land! [Tatsachen und Pläne; Herbst 1937], In: Die kleine Schriftenreihe der neuen Zeit. Nummer 11, Zitzmann, Lauf bei Nürnberg / Bern / Leipzig 1937 (eine „grüne“ Gemeinschaftssiedlung Schatzacker SIGA in Bassersdorf bei Zürich).
- Kräfte des Atems. Lautenbach, Bad Buckow 1939.
  - Aktuelle Ausgabe: Werner Zimmermann: Kräfte des Atems. Atemsysteme, Yogaatmen. In: Heilwissen für jedermann. 9., verbesserte Auflage. Drei Eichen, Engelberg / München 1986. ISBN 3-7699-0449-4.
- Wir turnen. Praktische Anleitungen. Lautenbach, Bad Buckow 1940.
  - Neuausgabe als: Befreites Turnen. Praktische Anleitungen auf Grundlage der Gymnastik Thun-Hohenstein. Fankhauser, Thielle 1945.
- Das Leben nach dem Tode im Lichte der parapsychologischen Forschung. Lautenbach, Bad Buckow 1939.
- Heilendes Fasten. Eine Wegleitung. 1942.
- Bade heiss! Gesund durch Bad und Wärme. Fankhauser, Thielle 1942.
  - Neuausgabe als: Heilendes Baden. Die Praxis heißer und kalter Wasseranwendungen für Gesundheit und Heilung. Drei Eichen, Engelberg / München 1948.
- Geheimsinn der Zahlen. Zahl, Name, Wesen, Schicksal. Fankhauser, Thielle 1944.
  - Aktuelle Ausgabe: Werner Zimmermann: Geheimsinn der Zahlen. Deine Geburts- und Namenszahlen. 10., veränderte Auflage, Drei Eichen, Hammelburg 2007. ISBN 978-3-7699-0584-7.
- Liebet eure Feinde – Aufbau, Erlebnisse, Vorträge in Deutschland 1946/47, Dokumente. Neuchâtel: Eduard Fankhauser, Verlag Thielle 1948
- Zu freien Ufern. Erlebnis und Ergebnis meiner Weltreise 1949/1950. Drei Eichen, München 1950.
- Lichtbote Edgar Cayce: Sein Leben und sein Werk. Fankhauser, Thielle 1950.
- Menschenkenntnis. Die Formensprache von Kopf, Gesicht und Hand. Mit Anhang über Carl Huter und 14 Studienbildern von Walter Alispach. Drei Eichen, München 1951.
- Ich bin. Erkenntnis, jenseitiges Wissen, Tat. Drei Eichen, München 1952.
  - Aktuelle Ausgabe: Drei Eichen, Hammelburg 6. Auflage 1984, ISBN 3-7699-0428-1.
- Licht im Osten. Geistiges Nippon. Drei Eichen, München 1954.
- Bis der Krug bricht. Atomkraft, Segen oder Fluch? Viktoria, Bern 1972.

### Als Herausgeber/Übersetzer
- Henri Borel: Wu-Wei. Eine Auslegung der Lehren Laotses. Tao-Verlag, Solothurn 1924
  - Aktuelle Ausgabe: Drei Eichen, München 13. A. 2007, ISBN 978-3-7699-0602-8
- Alice B. Stockham: Ethik der Ehe. Karezza. 1924
- J. William Lloyd: Karezza-Praxis. Die neue Zeit/Zitzmann, Bern/Lauf bei Nürnberg/Leipzig 1929
- Brown Landone: Die mystischen Meister. Prophezeiungen Melchi-Sedeks in der Grossen Pyramide und den Sieben Tempeln. Fankhauser, Thielle 1942.
- Godfré Ray King: Begegnung mit dem Meister. Neues Wissen von der magischen Gegenwart Gottes in uns. Fankhauser, Thielle 1943.
- Edmond B. Szekely: Heliand. Die Gesundheitslehren einer altslawischen und einer aramäischen Evangelien-Handschrift in der Bibliothek des Vatikans. Fankhauser, Thielle 1947
  - Aktuelle Ausgabe: Drei Eichen, München 11. A. 2005, ISBN 3-7699-0443-5.
- Das Evangelium des vollkommenen Lebens. Ein ursprüngliches und vollständiges Evangelium. Humata, 8. A. 1988, ISBN 3-7197-0384-3.